# Kofi Ansuhenne
Kofi Ansuhenne (* 9. November 1973 in Ravensburg) ist ein deutscher Musiker, Songschreiber und Musikproduzent, der in den 1990er-Jahren mit der Gruppe Bed & Breakfast bekannt wurde.
Seine ersten musikalischen Gehversuche machte er mit 13 Jahren, als er sein erstes Keyboard geschenkt bekam. Ende der 1980er-Jahre bildete er mit einigen Freunden die Hip-Hop-Gruppe „Stylus Force“, mit der sie u. a. einige Auftritte bei Schulfesten hatten. Anfang der 1990er-Jahre, als Ansuhenne kurz vor dem Abitur stand, gelang es ihnen, eine Platte bei Polydor zu veröffentlichen. Da der Single „We Love Girlyz“ nur mäßiger Erfolg beschieden war und die meisten Bandmitglieder bald eine Ausbildung beginnen würden, löste sich die Band auf.
Ansuhenne wollte ursprünglich Medizin studieren. Er entschied sich jedoch dafür, weiterhin Musik zu machen. In einer Künstleragentur lernte er die anderen Mitglieder von Bed & Breakfast kennen. Ab 1995 war die Gruppe sehr erfolgreich, aber nach zwei Alben lösten sie sich vorübergehend auf, bis 2001 dann das endgültige Aus kam.
Kofi Ansuhenne arbeitete in den folgenden Jahren als Produzent und Songschreiber für andere Künstler, Computerspiele und Filme. Er ist als Solokünstler unter dem Namen Kofinger aktiv und hat die Download-Single Your Sox veröffentlicht.